# Československá hokejová liga 1978/1979
36. ročník Československé hokejové ligy 1978/79 se hrál pod názvem I. liga.

## Herní systém
12 účastníků v jedné skupině, hrálo se čtyřkolově systémem každý s každým. Poslední mužstvo sestoupilo.

## Pořadí
| Poř. | Tým                     | Zápasy | Výhry | Remízy | Porážky | Skóre   | Body |
| ---- | ----------------------- | ------ | ----- | ------ | ------- | ------- | ---- |
| 1.   | Slovan CHZJD Bratislava | 44     | 27    | 6      | 11      | 215:129 | 60   |
| 2.   | Dukla Jihlava           | 44     | 24    | 9      | 11      | 149:84  | 57   |
| 3.   | TJ Vítkovice            | 44     | 26    | 4      | 14      | 176:141 | 56   |
| 4.   | Poldi SONP Kladno       | 44     | 23    | 5      | 16      | 172:137 | 51   |
| 5.   | CHZ Litvínov            | 44     | 20    | 7      | 17      | 172:150 | 47   |
| 6.   | Tesla Pardubice         | 44     | 18    | 9      | 17      | 161:158 | 45   |
| 7.   | Sparta ČKD Praha        | 44     | 15    | 11     | 18      | 136:147 | 41   |
| 8.   | VSŽ Košice              | 44     | 15    | 9      | 20      | 158:191 | 39   |
| 9.   | Motor České Budějovice  | 44     | 13    | 9      | 22      | 126:160 | 35   |
| 10.  | Dukla Trenčín           | 44     | 12    | 11     | 21      | 120:169 | 35   |
| 11.  | Zetor Brno              | 44     | 15    | 4      | 25      | 126:162 | 34   |
| 12.  | TJ Gottwaldov           | 44     | 12    | 4      | 28      | 120:203 | 28   |

## Nejlepší střelec
Vladimír Martinec (HC Dukla Jihlava a Tesla Pardubice) - 42 gólů

## Nejproduktivnější hráči
| Poř. | Hráč              | Mužstvo                          | Zápasy     | Góly       | Asistence | Body       |
| ---- | ----------------- | -------------------------------- | ---------- | ---------- | --------- | ---------- |
| 1.   | Marián Šťastný    | Slovan CHZJD Bratislava          | 40         | 39         | 35        | 74         |
| 2.   | Vladimír Martinec | HC Dukla Jihlava Tesla Pardubice | 45 (21+24) | 42 (21+21) | 20 (8+12) | 62 (28+34) |
| 3.   | Milan Nový        | Poldi SONP Kladno                | 44         | 33         | 23        | 56         |
| 4.   | Peter Šťastný     | Slovan CHZJD Bratislava          | 39         | 32         | 23        | 55         |
| 5.   | Vincent Lukáč     | VSŽ Košice                       | 38         | 27         | 25        | 52         |
| 6.   | Anton Šťastný     | Slovan CHZJD Bratislava          | 43         | 32         | 19        | 51         |
| 7.   | Ladislav Svozil   | TJ Vítkovice                     | 44         | 19         | 26        | 45         |
| 8.   | Eduard Novák      | SONP Kladno                      | 44         | 23         | 20        | 43         |
| 9.   | Bedřich Brunclík  | VSŽ Košice                       | 41         | 18         | 23        | 41         |
| 10.  | Miloš Holaň       | TJ Vítkovice                     | 44         | 26         | 14        | 40         |

## Zajímavosti
- Poprvé v historii ligy zvítězil slovenský tým.[3][4]
- Vladimír Martinec odehrál 45 utkání, neboť ve 21. kole hrál za dva týmy. V Dukle Jihlava končil k 30. listopadu 1978 a 1. prosince už hrál za Teslu Pardubice. Protože Dukla Jihlava předehrávala utkání tohoto kola již 26. listopadu, došlo k této kuriozitě.

## Soupisky mužstev

### TJ Slovan CHZJD Bratislava
Pavol Norovský (5/5,90/-/-/-),
Marcel Sakáč (43/2,82/90,4/-/-) -
Jozef Bukovinský (44//11/15/8),
Ivan Černý (44/1/10/8),
Milan Kužela (43/4/6/28),
Ľubomír Roháčik (44/5/5/28),
Vladimír Urban (39/1/3/18),
Ľubomír Ujváry (35/3/18/26) -
Marián Bezák (44/10/11/26),
František Hejčík (3/1/0/0),
Ján Jaško (42/18/7/20),
Eugen Krajčovič (5/4/0/2),
Miroslav Miklošovič (42/20/14/4),
Milan Mrukvia (38/9/8/14),
Dušan Pašek (36/9/12/18),
Dárius Rusnák (28/7/6/16),
Anton Šťastný (43/32/19/38),
Marián Šťastný (40/39/35/22),
Peter Šťastný (39/32/23/21),
Dušan Žiška (44/9/14/22)

### TJ Dukla Jihlava
Jiří Králík (33/1,79/93,8/-),
Michal Orenič (13/2,25/-/-),
Pavol Švárny (1/3,00/-/-) -
Petr Adamík (44/3/6/30),
Vítězslav Ďuriš (38/3/9/24),
Karel Horáček (43/1/11/12),
Milan Chalupa (38/3/3/38),
Arnold Kadlec (30/4/3/16),
Jan Suchý (40/1/4/12),
Radoslav Svoboda (1/0/0/0),
Ján Šterbák (44/2/4/24) -
Josef Augusta (44/12/10/12),
Jaroslav Holík (16/1/7/8),
Karel Holý (37/5/7/28),
Jan Hrbatý (15/2/0/2)
Peter Ihnačák (42/22/12/14),
Otta Klapka (34/13/8/22),
Miloš Kupec (43/11/17/18),
Vladimír Martinec (21/21/8/12),
Antonín Micka (4/0/0/0),
Jindřich Micka (40/9/9/10),
Miloš Novák (29/9/5/28),
Miloš Říha (23/3/2/6),
Luděk Škaloud (3/0/0/2),
Oldřich Válek (23/12/4/20),
František Výborný (42/12/10/10)

### TJ Vítkovice
Luděk Brož (30/3,37/90,6/-),
Ivan Podešva (2/4,00/-/-),
Jaromír Šindel (22/2,98/91,5/-) -
Karel Dvořák (37/6/2/10),
Milan Figala (40/3/5/42),
Ivan Horák (44/3/7/28),
Bohumil Kacíř (20/2/3/4),
Libor Kudela (38/6/4/19),
Jaroslav Lyčka (42/10/3/26),
Antonín Plánovský (12/1/1/12),
Pavel Stankovič (37/1/5/14) -
Pavel Adamec (4/0/0/2),
Libor Bulat (7/0/0/2),
František Černík (42/24/15/20),
Miroslav Fryčer (39/22/12/30),
Miloš Holaň (44/26/14/18),
Radoslav Kuřidým (35/8/5/18),
Zbyněk Neuvirth (43/7/22/4),
Oldřich Pavlík (7/1/0/0),
Rudolf Slavík (22/1/5/8),
Vladimír Stránský (43/17/5/26),
Ladislav Svozil (44/19/26/51),
Jaroslav Vlk (41/17/18/14),
Josef Volek (30/1/9/2),
Vladimír Vůjtek (22/1/4/2)

### TJ Poldi SONP Kladno
Milan Kolísek (8/4,90/86,0/-/-),
Miroslav Krása (42/2,96/90,6/-/-) -
Bohumil Čermák (44/8/5/32),
Jaroslav Horský (14/0/0/4),
Miloslav Hořava (19/1/5/4),
František Kaberle (44/8/15/24),
Antonín Melč (21/1/0/10),
Jan Neliba (44/5/9/58),
Otakar Vejvoda (43/3/5/32),
Jaroslav Vinš (44/5/9/26) -
Lubomír Bauer (44/17/9/16),
Jiří Dudáček (4/0/0/2),
Jiří Kopecký (40/9/3/4),
Miroslav Křiváček (42/12/11/25),
Josef Machala (21/3/3/2),
Zdeněk Müller (43/12/14/6),
Eduard Novák (44/23/19/54),
Jan Novotný (42/15/9/16),
Milan Nový (43/33/24/4),
Arnošt Reckziegel (31/2/5/6),
Václav Sýkora (43/15/10/14)

### TJ CHZ Litvínov
Jan Hrabák (30/2,87/91,4/-),
Miroslav Kapoun (20/4,32/-/-) -
Jiří Bubla (44/12/25/30),
Miroslav Daněk (16/2/0/8),
Zdeněk Chuchel (35/5/2/12),
Vladimír Macholda (44/10/5/36),
Milan Prinich (39/1/3/4),
Miroslav Rykl (44/0/6/44),
Jan Vopat (43/4/5/58) -
Ivan Hlinka (23/15/17/14),
Josef Chabroň (37/7/5/12),
František Kalivoda (26/7/1/20),
Čestmír Kodrle (42/15/21/33),
Jindřich Kokrment (43/19/21/44),
Vladimír Kýhos (40/19/14/35),
Vladimír Machulda (35/8/6/12),
Petr Opačitý (42/12/13/21),
Miloš Tarant (44/18/12/30),
Josef Ulrych (39/15/10/8),
Ondřej Weissmann (35/3/1/10)

### TJ Tesla Pardubice
Jiří Crha (38/3,16/90,5/-),
Josef Dušek (9/5,32/-/-),
Ivan Šenk (4/21,0/-/-) -
Pavel Dočkal (38/0/3/14),
Milan Klement (32/1/1/16),
Jan Levinský (44/6/8/28),
Pavel Nešťák (20/1/5/26),
Pavel Novotný (36/1/0/34),
Jiří Seidl (44/6/5/30),
Horymír Sekera (21/2/6/26),
Pavel Skalický (32/2/3/12) -
Miroslav Bažant (36/7/9/5),
Pavel Beránek (40/11/10/17),
František Bulis (12/0/3/2),
Ladislav Dinis (36/7/7/14),
Václav Haňka (38/9/5/17),
Otakar Janecký (10/1/0/2),
Milan Koďousek (43/19/8/12),
Vladimír Martinec (24/21/12/12),
Jiří Novák (36/16/15/22),
Josef Paleček (37/14/10/4),
Josef Slavík (26/8/16/26),
Bohuslav Šťastný (38/16/14/14),
Vladimír Veith (41/13/10/18),

### TJ Sparta ČKD Praha
Jiří Červený (21/3,60/-/-),
Miroslav Termer (28/3,18/90,7/-) -
Stanislav Hajdušek (41/1/5/44),
Vladimír Kostka (40/0/7/22),
Miroslav Kuneš (40/0/1/49),
Vladimír Nejedlý (15/0/2/4),
Karel Pavlík (25/7/2/6),
František Tikal (37/5/6/22),
Vladislav Vlček (42/8/3/10),
Jan Zajíček (37/5/7/-) -
Václav Baštář (14/2/0/8),
Petr Brdička (31/12/12/2),
Václav Honc (44/7/12/14),
Jiří Hrdina (39/7/8/18),
Jiří Kochta (38/9/7/10),
Jaroslav Mec (38/15/10/28),
Karel Najman (42/9/9/16),
Tomáš Netík (24/7/2/12),
Jiří Nikl (43/9/4/34),
Luboš Pěnička (19/5/2/10),
Miloš Šlechta (3/0/0/0),
Ervín Tatek (29/4/5/4),
Jiří Titz (37/7/4/30),
Ján Vodila (7/3/1/4)

### VSŽ Košice
Juraj Hamko (10/7,00/-),
Slavomír Stankóci (2/4,50/-),
Pavol Svitana (43/4,00/-) -
Pavol Bačiak (35/2/2/-),
Juraj Bakoš (36/0/3/-),
Vladimír Bezdíček (41/1/4/-),
Marián Brúsil (38/4/5/-),
Jozef Franc (4/0/0/-),
Zdeněk Moučka (36/4/12/22),
Ladislav Roško (2/0/0/-),
Peter Slanina (42/11/10/-),
Vladimír Šandrik (31/7/5/-) -
Bedřich Brunclík (41/18/23/-),
Karel Čapek (42/12/9/-),
Ján Faith (39/7/10/-),
Róbert Gold (5/0/0/-),
Vladimír Kocián (36/11/11/-),
Anton Lach (34/6/3/-),
Dušan Ludma (38/11/6/-),
Jozef Lukáč (41/22/15/-),
Vincent Lukáč (38/27/25/21),
Dušan Macoszek (18/2/0-),
Milan Mažgut (32/7/1/-),
Štefan Onofrej (43/8/9/-),
Eugen Saloň (8/0/0/-) -
trenéři Miroslav Nitka a Ján Selvek

### TJ Motor České Budějovice
Jaroslav Jágr (19/3,77/-/-/-),
Vladimír Plánička (35/3,58/89,4/-/-) -
Miroslav Dvořák (42/3/19/147),
Petr Hůlka (1/0/0/0),
František Joun (43/3/8/39),
Jaroslav Kočer (40/4/4/32),
Josef Květoň (37/2/6/16),
Petr Míšek (3/0/0/2),
Josef Novák (42/0/3/28),
Jiří Šrámek (1/0/0/0),
Josef Vondráček (41/2/0/14) -
Josef Anderle (38/6/2/10),
Vladimír Caldr (38/7/9/24),
František Čech (43/21/10/6),
Miloš Edelman (40/13/4/6),
Jan Klabouch (40/3/4/20),
Jiří Kolár (31/5/4/20),
Norbert Král (44/15/13/22),
Jiří Lála (40/3/7/14),
Jaroslav Liška (2/0/0/0),
Václav Mařík (36/16/12/10),
Jaroslav Pouzar (38/20/11/28),
Michal Vondrka (24/3/3/2)

### TJ Dukla Trenčín
Ladislav Gula (1/3,00/-/-)
Ján Herczeg (17/4,26/-/-/-),
Karel Lang (36/3,74/89,7/-/-) -
František Hossa (28/1/2/14),
Ján Lojda (3/0/2/19),
Miroslav Michalovský (41/7/4/33),
Lubomír Oslizlo (38/1/2/53),
Pavel Pazourek (42/6/9/40),
Marián Repaský (21/2/1/26),
Zdeněk Venera (41/4/2/41),
František Větrovec (35/3/5/52) -
František Černý (44/11/8/40),
Ivan Hlinka (8/2/3/0),
Milan Hovorka (2/0/1/0),
Pavel Hrubý (3/0/1/0),
Jaroslav Hübl (40/7/7/30),
Jaroslav Korbela (44/9/8/30),
Ján Majerčík (2/1/0/0),
Alojz Meluš (38/11/8/24),
Jiří Otoupalík (38/6/2/18),
Alexandr Prát (29/3/6/12),
Bohumil Salajka (42/17/10/18),
Zdeněk Schejbal (34/7/5/32),
Vlastimil Vajčner (31/6/6/8),
Luděk Vojáček (38/10/10/45),
Alexander Vrňák (11/1/2/2),
Ladislav Vysušil (35/5/6/33)

### Zetor Brno
Jaroslav Radvanovský (33/3,65/93,05/-),
Petr Ševela (21/3,71/-/-) –
Ctirad Fiala (32/1/10/48),
Lubomír Hrstka (44/2/6/42),
Vladimír Jokl (6/0/0/4),
Radek Radvan (1/0/0/0),
Petr Šabata (6/0/0/0),
František Tulec (42/5/2/55),
Vladimír Vašíček (38/2/2/30),
Otto Železný (44/3/3/20) –
Zdeněk Balabán (34/3/5/12),
Rostislav Čada (27/4/1/4),
Svatopluk Číhal (42/16/12/18),
Tomáš Dolák (41/10/6/22),
Jiří Hájek (8/3/0/3),
Libor Havlíček (43/17/23/50),
Miloš Jelínek (41/4/8/17),
Luboš Kšica (33/3/1/12),
Vladimír Kunc (19/5/4/12),
Zdeněk Mráz (43/14/14/23),
Karel Nekola (38/15/7/18),
Jaromír Pořízek (1/0/0/0),
Jiří Šetek (44/19/13/-) –
trenéři Vlastimil Bubník a Zdeněk Kepák

### TJ Gottwaldov
Zdenko Gáj (35/4,38/87,8/-),
Ivan Kouřil (2/10,7/77,1/-),
Pavel Pertl (27/4,57/87,7/-) -
Zdeněk Albrecht (3/2/0/-),
Jaromír Hanačík (37/5/5/-),
Josef Jenáček (42/1/6/-),
Gilbert Karolák (42/6/3/-),
Jaroslav Rosický (43/7/7/-),
Miloslav Sedlák (44/2/4/-),
Jaroslav Šíma (28/2/3/-),
Petr Šivic (28/1/0/-) -
Zdeněk Čech (43/12/6/-),
Štefan Jabcon (43/15/8/-),
Pavel Jiskra (38/3/3/-),
Richard Kalhous (7/1/1/-),
Petr Leška (43/12/20/-),
František Pecivál (41/8/5/-),
Luděk Pelc (42/9/12/-),
Jaroslav Santarius (42/6/8/-),
Zdeněk Vala (9/1/0/-),
Jiří Vančura (26/1/2/-),
Antonín Veselý (33/10/2-),
Jiří Vodák (44/16/8/-)
Poznámky:
- údaje v závorce za jménem (počet utkání/góly/asistence/trestné minuty), u brankářů (počet utkání/průměr na zápas/procento úspěšnosti/trestné minuty)

## Rozhodčí

### Hlavní
- Jiří Adam
- Alexander Aubrecht
- Milan Barnet
- Jan Budinský
- Milan Jirka
- Libor Jursa
- Bohumil Kolář
- Luděk Matěj
- Juraj Okoličány
- Aleš Pražák
- Karel Říha
- Vladimír Šubrt
- Vilém Turek

### Čároví
- František Němec -  Ivan Koval
- Jiří Brunclík -  Václav Les
- Slavomír Caban -   Jozef Kriška
- Stanislav Gottwald -   Jan Šimák
- Otto Hlinčík -   Pavol Siroťák
- Vlastislav Horák -   Josef Furmánek
- Luděk Exner -  Karel Sládeček
- Milan Mišura -   František Martinko
- Mojmír Šatava -  Vítězslav Vala
- Zdeněk Bouška -  Jindřich Simandl
- Ján Macho -   Drahoš Vyšný

## Kvalifikace o I. ligu
- Škoda Plzeň - Spartak Dubnica nad Váhom 3:1 (2:4, 6:1, 6:3, 6:0)